# Баундері (округ, Айдахо)
Шаблон:StateAbbr_ 48°47′ пн. ш. 116°27′ зх. д. / 48.79° пн. ш. 116.45° зх. д.
Округ  Баундері (англ. Boundary County) — округ (графство) у штаті  Айдахо, США. Ідентифікатор округу 16021. Єдиний округ в штаті, що має міжнародний кордон.

## Історія
Округ утворений 1915 року.

## Демографія
За даними перепису 
2000 року 
загальне населення округу становило 9871 осіб, зокрема міського населення було 2642, а сільського — 7229.
Серед мешканців округу чоловіків було 4971, а жінок — 4900. В окрузі було 3707 домогосподарств, 2698 родин, які мешкали в 4095 будинках.
Середній розмір родини становив 3,07.
Віковий розподіл населення поданий у таблиці:
| Стать    | До 15 років | 15-21 | 22-29 | 30-39 | 40-49 | 50-65 | 65-85 | Понад 85 |
| -------- | ----------- | ----- | ----- | ----- | ----- | ----- | ----- | -------- |
| Чоловіки | 1156        | 539   | 384   | 553   | 787   | 897   | 610   | 45       |
| Жінки    | 1138        | 456   | 371   | 579   | 880   | 810   | 559   | 107      |

## Суміжні округи
- Сентрал-Кутеней, Британська Колумбія, Канада — північ
- Лінкольн, Монтана — схід
- Боннер — південь
- Понд-Орей, Вашингтон — захід

## Виноски
1. ↑  U.S. Decennial Census. United States Census Bureau. Архів оригіналу за 26 квітня 2015. Процитовано 28 червня 2014.
2. ↑  Historical Census Browser. University of Virginia Library. Архів оригіналу за 11 серпня 2012. Процитовано 28 червня 2014.
3. ↑  Population of Counties by Decennial Census: 1900 to 1990. United States Census Bureau. Архів оригіналу за 30 жовтня 2014. Процитовано 28 червня 2014.
4. ↑  Census 2000 PHC-T-4. Ranking Tables for Counties: 1990 and 2000 (PDF). United States Census Bureau. Архів оригіналу (PDF) за 18 грудня 2014. Процитовано 28 червня 2014.
5. ↑  State & County QuickFacts. United States Census Bureau. Архів оригіналу за 7 липня 2011. Процитовано 28 червня 2014. [Архівовано 2011-06-29 у Wayback Machine.](англ.) Наведено за англійською вікіпедією.
6. ↑  American FactFinder. Бюро перепису населення США. Архів оригіналу за 26 лютого 2012. Процитовано 31 січня 2008. [Архівовано 2008-05-21 у Wayback Machine.]

| США | Це незавершена стаття з географії США. Ви можете допомогти проєкту, виправивши або дописавши її. |